# Pronkbeker

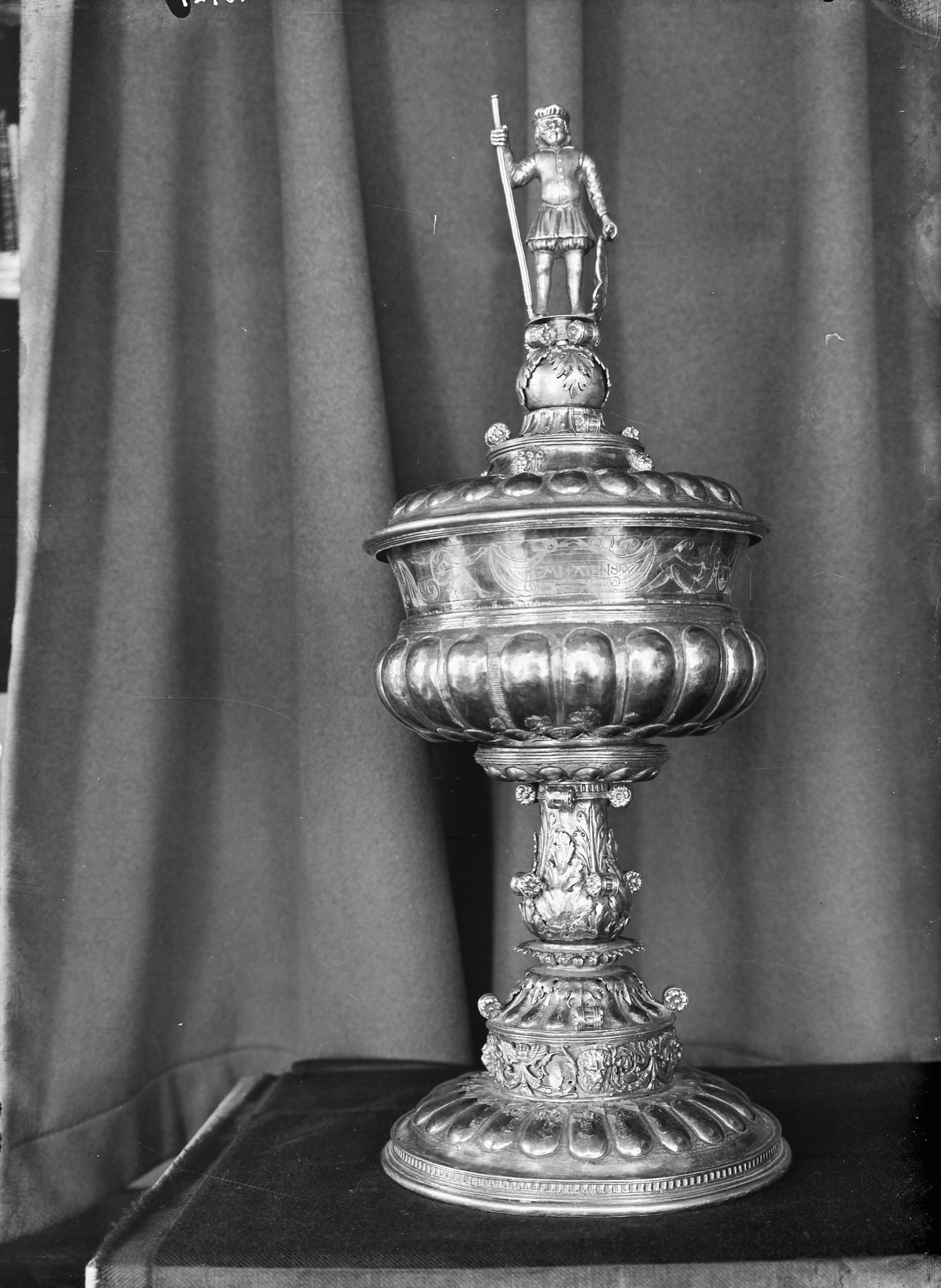
De "Beker van Bossu" in het Westfries Museum te Hoorn

Een pronkbeker is een rijkversierde beker die vaak rijkelijk voorzien is van zilveren ornamenten. Veel beroemde pronkbekers stammen uit de 16e eeuw.
Een bekend type pronkbeker maakt gebruik van de fraai gevormde parelmoeren schelp van de Nautilus, die geplaatst is op een zilveren voetstuk en ook rijkelijk met zilverwerk is bekleed. Een bekend voorbeeld van een pronkbeker is het exemplaar dat zich bevindt in het Westfries Museum, dit wordt de Beker van Bossu genoemd. Dit is een tijdens de Slag op de Zuiderzee op de Spanjaarden buitgemaakte beker. In het stadhuis te Veere bevindt zich een pronkbeker die Maximiliaan van Egmont, graaf van Buren, in  1547 van keizer Karel V ten geschenke kreeg. In 2014 werd er in het Palmhoutwrak nabij Texel een pronkbeker gevonden afkomstig uit Neurenberg. Dit exemplaar is na restauratie naar museum Kaap Skil gegaan.
Ook pronkbekers in de vorm van een dier kwamen veel voor, zoals de uilenbeker.
Het gebruik van de pronkbeker kan worden geassocieerd met overwinning, jacht, schutterij en dergelijke. Ook bij speciale gebeurtenissen, zoals een rijk huwelijk, werd soms een pronkbeker ten geschenke gegeven.
Het gebruik van de wedstrijdbeker in de sport is een moderne variant op deze vroegere gewoonte.